# Robert Lund (nazist)
 Der er flere personer med dette navn, se Robert Lund.
Robert Lund (19. juni 1922 – 9. maj 1947 i Aarhus) var en dansk, nazistisk terrorist i tysk tjeneste.
Robert Lund med dæknavnet den lange var søn af Peter Lund, en nazistisk børstenbinder, der boede i forstaden Hasle i Aarhus og havde forretning i Vestergade. Han var kun 12 år og elev på Hasle Skole, da han blev meldt ind i Dansk Nationalsocialistisk Ungdom og blev sendt på skole i Hamborg. Han blev Hirdführer i Hitler Jugend og tropsfører i et spadekompagni, men blev vraget af Waffen SS på grund af en hjertefejl. Men Schalburgkorpset kunne bruge ham. Han kom 21. november 1944 22 år gammel ind i Petergruppen. Han blev anholdt 12. maj 1945 på den tyske kommandantur. Han blev ved alle tre retsinstanser dødsdømt for 13 drab, 27  Schalburgtager, et togattentat og et røveri. 
Robert Lund var fra barndommen under voldsom påvirkning af sin far, Peter Lund, der var en fanatisk og hadefuld nazist. Han døde i arresten i Aarhus i 1945, to år før hans søn blev henrettet. I mentalerklæringen karakteriseres Robert Lund som afstumpet og forrået. Han og seks andre medlemmer af Peter-gruppen henrettet ved skydning 9. maj 1947 i et skur (Henrettelsesskuret) på voldområdet ved Christianshavn